# Druk Air
A Druk Air ou Royal Buthan Airlines é a companhia aérea nacional do Butão.

## Frota

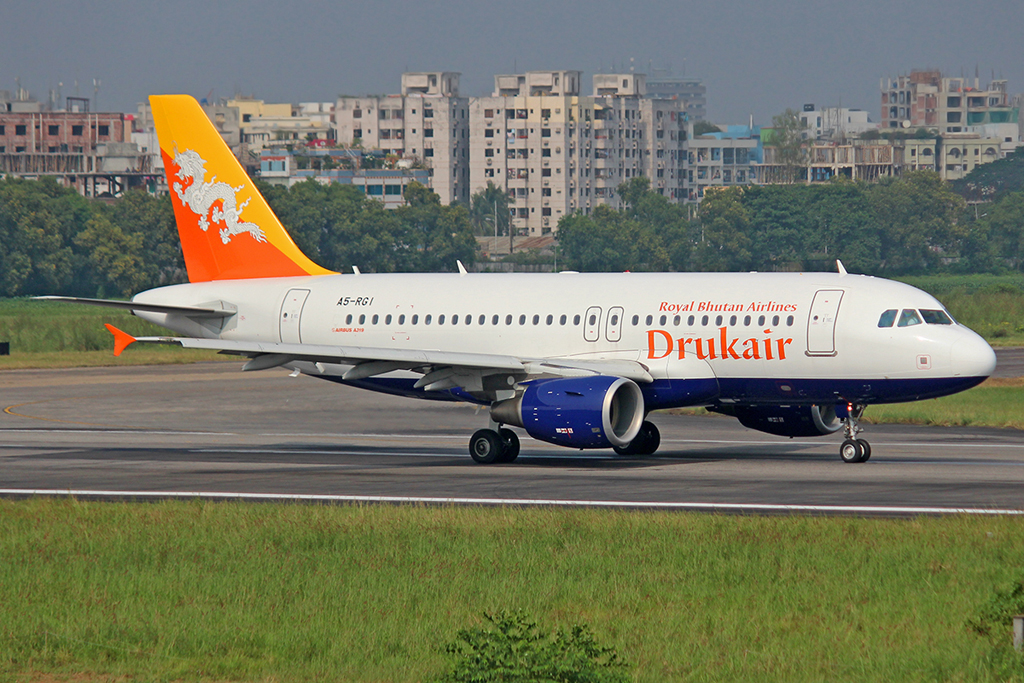
Airbus A319 da Druk Air.

- Airbus A319: 3
- ATR-42: 1